# Trmbas
Trmbas (en serbe cyrillique : Трмбас) est un village de Serbie situé dans la municipalité de Pivara (Kragujevac), district de Šumadija. Au recensement de 2011, il comptait 811 habitants.

## Démographie

### Évolution historique de la population
| 1948 | 1953 | 1961 | 1971 | 1981  | 1991 | 2002 | 2011 |
| ---- | ---- | ---- | ---- | ----- | ---- | ---- | ---- |
| 461  | 430  | 448  | 685  | 1 135 | 459  | 595  | 811  |

|  |